# Ivan Beakov
Ivan Beakov (n. 21 septembrie 1944, Isakovțî⁠(d), Prosnitsky district⁠(d), RSFS Rusă, URSS – d. 4 noiembrie 2009, Kiev, Ucraina) a fost un biatlonist ce a reprezentat Uniunea Republicilor Sovietice Socialiste, medaliat olimpic. A participat la două ediții ale Jocurilor Olimpice (1972, 1976) în care a câștigat două medalii de aur.